# Сальский музей имени народного художника В. К. Нечитайло
Сальский музей имени народного художника В. К. Нечитайло — художественный музей, расположенный в городе Сальске Ростовской области. В фондах музея содержится более трёх тысяч экспонатов. Экспозиционно-выставочные залы расположены в отдельном двухэтажном здании с подвальным помещением и имеют общую площадь 504 кв. м.

## История

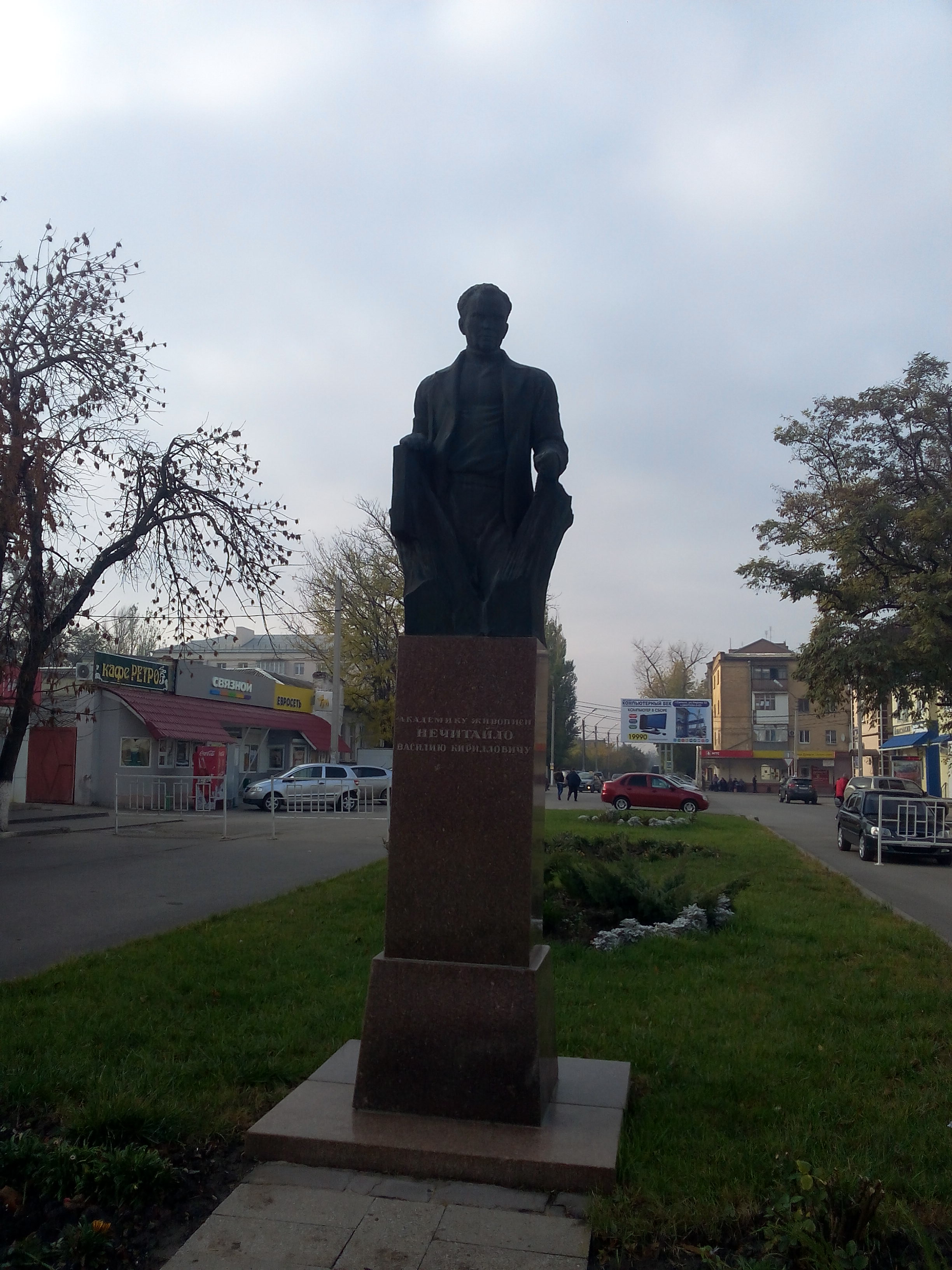
Памятник В. К. Нечитайло

13 октября 1977 года решением Секретариата Союза художников РСФСР городу Сальску была передана коллекция современного изобразительного искусства. Её составили 72 произведения живописи, 26 графики и 47 скульптур. Передача произведений изобразительного искусства произошла в связи с открытием в Сальске картинной галереи. В формировании первой коллекции активную поддержку и личное участие проявил уроженец села Воронцово-Николаевского (ныне в составе городской черты Сальска) народный художник РСФСР Василий Кириллович Нечитайло.
11 ноября 1977 года Исполнительный комитет Сальского городского Совета народных депутатов принял решение об открытии в городе народной картинной галереи и обязал директора детской художественной школы В. А. Шеховцова, который принимал участие в доставке первых экспонатов, сформировать экспозицию из произведений, переданных Союзом художников РСФСР. Ему же было поручено заведование галереей на общественных началах. Картинная галерея разместилась в бывшем административном здании парткабинета по улице Ленина,11.
Первых посетителей картинная галерея приняла 12 января 1978 года. В том же году картинная галерея становится филиалом Ростовского музея изобразительных искусств, утверждаются штаты. В 1979 году Сальская картинная галерея становится самостоятельным государственным учреждением культуры.
После смерти В. К. Нечитайло 27 октября 1980 года Ростовский областной Совет народных депутатов, на основании постановления Исполкома Сальского городского Совета народных депутатов  от 06 мая 1981 года № 183 «Об увековечивании памяти В. К. Нечитайло», принимает решение ходатайствовать перед Советом Министров РСФСР о присвоении имени В. К. Нечитайло Сальской городской картинной галерее. Постановлением Совета Министров РСФСР такое решение было принято.
В 2002 году Сальская картинная галерея переименована в государственное областное учреждение культуры Ростовской области «Сальский музей имени народного художника В. К. Нечитайло».

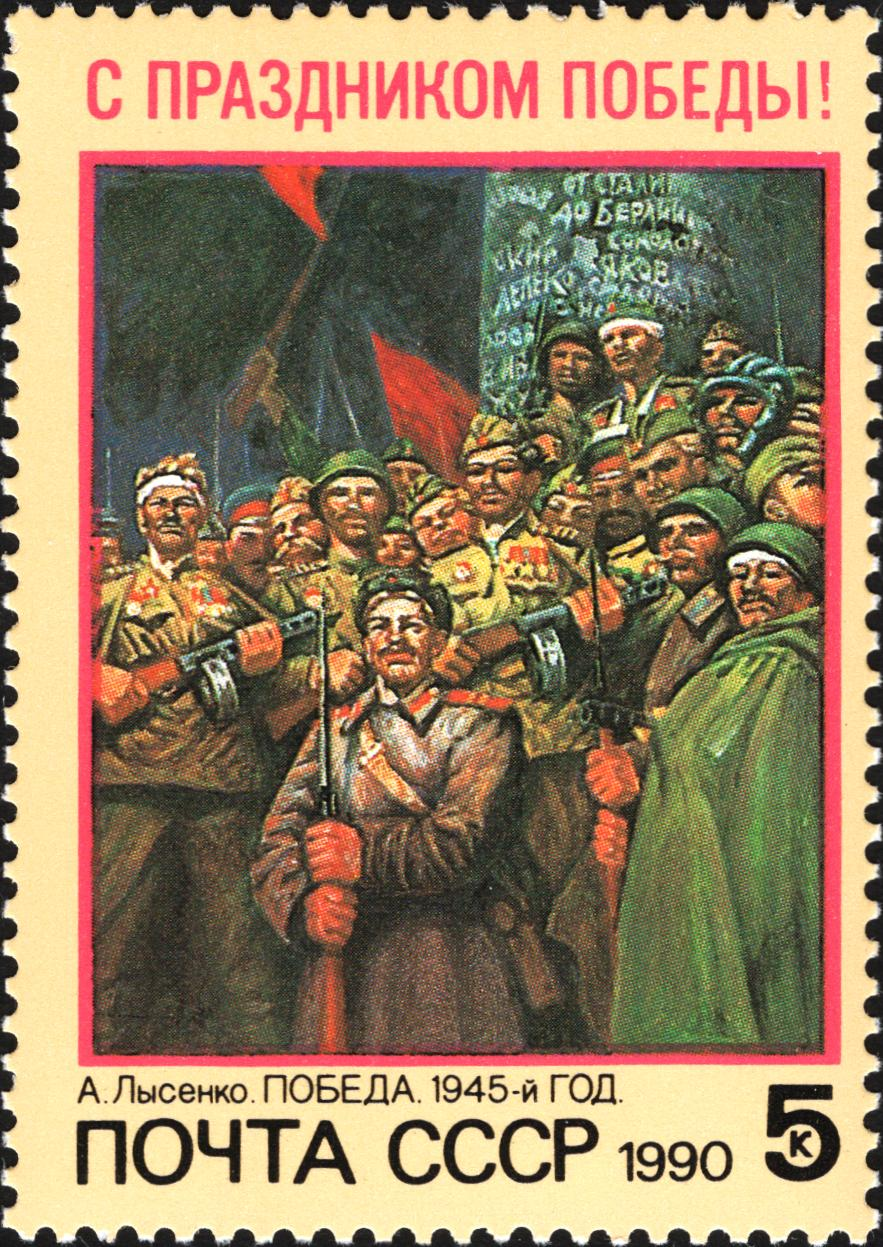
А. Г. Лысенко «Победа. 1945-й год»

В музее собраны произведения живописи, графики, скульптуры и декоративно-прикладного искусства. Вниманию посетителей предлагаются произведения выдающихся мастеров советского искусства. Первые десятилетия двадцатого века в фондах музея представлены работами старейших российских живописцев Л. В. Туржанского, Н. М. Чернышева и П. А. Радимова . Середина и третья четверть прошлого века ― произведениями Народных художников СССР В. П. Ефанова, Б. Ф. Домашникова, В. Ф. Загонека, Б. С. Угарова, В. А. Серова, Ю. П. Кугача, Б. В. Щербакова, О. Н. Комова; Народных художников РСФСР В. К. Нечитайло, М. В. Савченковой, А. И. Лактионова, П. П. Оссовского, Д. К. Мочальского, А. Д. Романычева, В. В. Соколова; Заслуженных художников РСФСР А. С. Кулагина, А. В. Тимофеева, В. Н. Лемешева, А. Г. Лысенко, Н. Е. Тимкова, М. П. Труфанова, В. И. Тюленева, П. П. Кончаловского, Н. А. Пластова, художников В. Ф. Токарева и других.
Полотна этих авторов составляют основу постоянной экспозиции музея. За время работы созданы в фондах музея и тематические выставки: «Наш край степной», «Печаль моя светла…», «Образы женщины», «Художники рассказывают о войне», «Экология и искусство».
Особую ценность для музея представляет коллекция произведений В. К. Нечитайло, которая состоит из живописных и графических работ художника. В постоянной мемориальной экспозиции художника представлены предметы вещевого фонда, переданные в дар вдовой художника, М. В. Савченковой. Личные вещи из московской мастерской рассказывают о жизни и увлечениях художника.
Сформированная таким образом коллекция стала началом собственных фондов Сальской картинной галереи.

## Коллекция
В состав первой коллекции входили произведения таких мастеров живописи, графики и скульптуры, как Ефанов В. П., Загонек В. Ф., Тимков Н. Е., Угаров Б. С., Комов О. К., Нечитайло В. К., Цыплаков В. Г., Оссовский П. П., Мочальский Д. К., Лысенко А. Г., Савченкова М. В., Сорокин В. С., Скориков Ю. И., Труфанов М. П. и других.

## Основные экскурсии
- Жанры живописи;

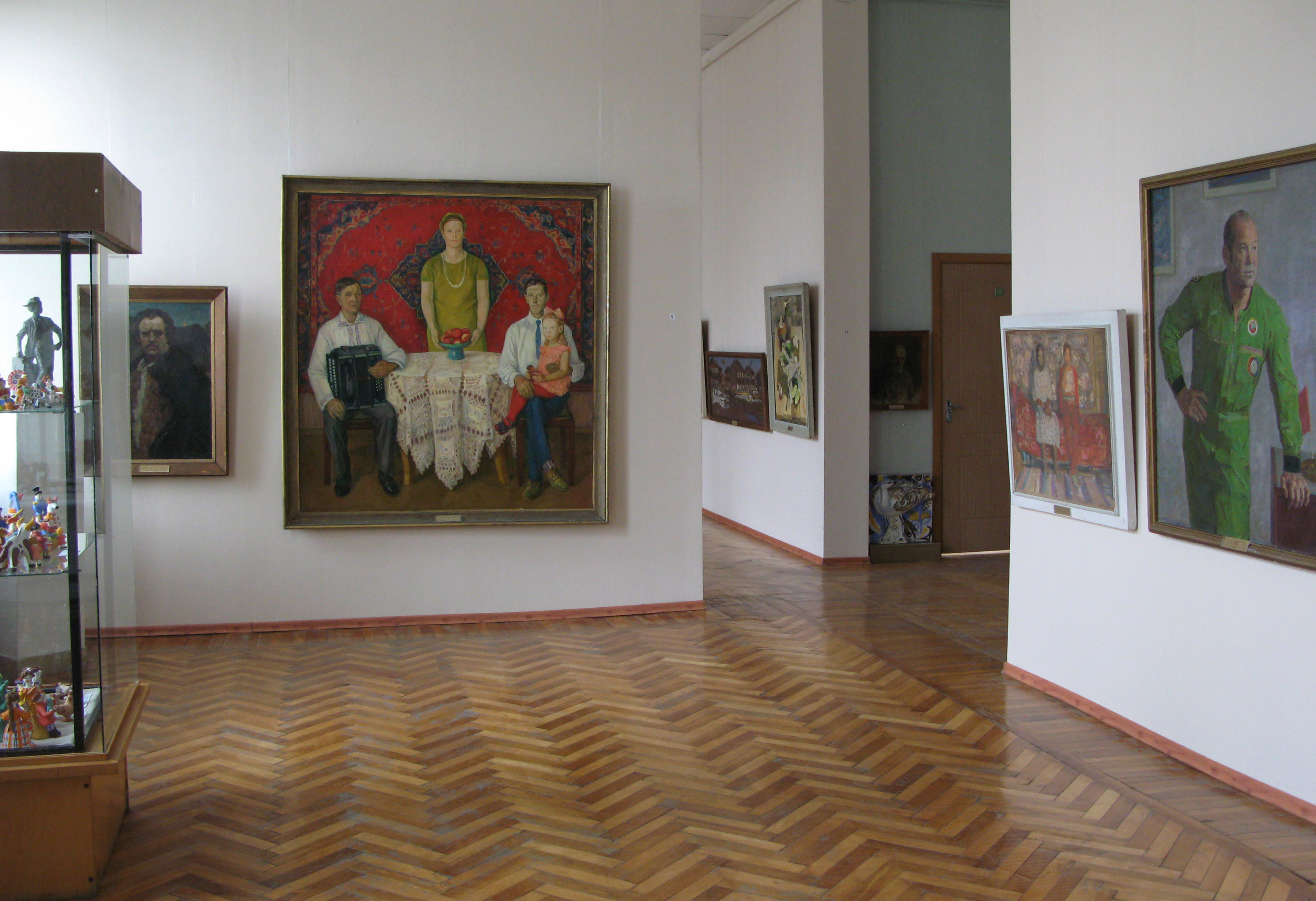
Зал Сальского музея им. В. К. Нечитайло

- Жизнь и творчество художника-земляка В. К. Нечитайло;
- «Печаль моя светла» — Пушкиниана;
- Знакомство с картинной галереей им. В. К. Нечитайло;

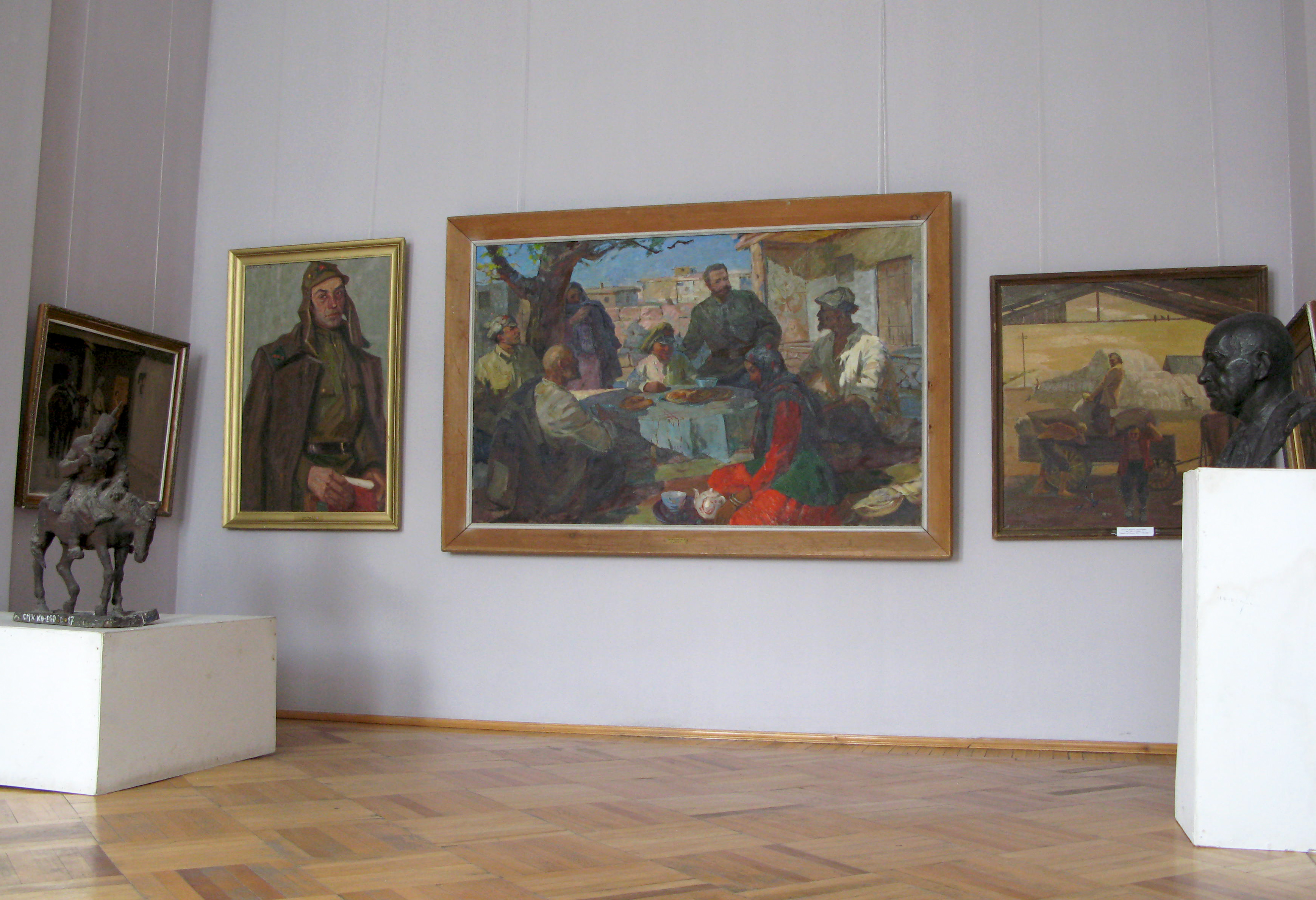
Экспозиция Сальского музея им. В. К. Нечитайло

- Сказочный мир народной игрушки;
- Помнит мир спасенный;
- «Наш край степной».

## Адрес
- 347630, Ростовская область, г. Сальск, ул. Ленина, 11.